# Сам Ейде
Самуель «Сам» Ейде (норв. Samuel Eyde; 29 жовтня 1866, Арендал, Норвегія — 21 червня 1940, Осгорстранн, Норвегія) — норвезький інженер і промисловець. Разом із фізиком Крістіаном Біркеландом створив технічну основу для норвезької азотної промисловості. Заснував Elektrokemisk (Elkem) та Norsk Hydro, де він виконував функції генерального директора. Він відповідав за створення промислового міста Ейдехавн на північ від Арендаля. Співавтор процесу Біркленда-Ейде. Самуель Ейде вважається найбільшим промисловим підприємцем у Норвегії.

## Біографія
Самуель Ейде народився та виріс у морському місті Арендал у багатій родині судновласника Самуеля Ейде (1819—1902) й Еліни Крістін Амалії Стефансен (1829—1906). Вважали, що молодий Сам Ейде піде стопами батька й увійде в морську справу, але круїз на одному з військово-морських судів влітку 1880 року налаштував його на інші цілі. Він закінчив у Християнії середню школу й у 1885 році розпочав навчання у військовому коледжі, після якого став резервістом. Після цього почалася його освіта та кар'єра інженера.
У той час у Норвегії не було можливості здобути вищу технічну освіту, але Ейде мав достатньо коштів, щоб навчатися за кордоном. У 1886 році він поїхав до Німеччини, де вступив до Технічного коледжу Шарлоттенбурга у Берліні, який закінчив у 1891 році як дипломований інженер-будівельник. Це вказувало на перспективу роботи у державному, а не у приватному секторі. Здобувши інженерний ступінь, Ейде присвятив себе 7-річній інженерній практиці у Німеччині.
Під час практики він спеціалізується на проєктуванні залізничних станцій, каналів і портових споруд у міських районах. У 1898 році, ґрунтуючись на цьому досвіді, він створив власне інженерне бюро у Християнії. Ейде продовжував працювати як інженером, так і бізнесменом, але згодом дедалі більше нагадував саме останнього.
У 1903 році разом із Крістіаном Біркеландом він запатентував метод виробництва добрив. На початку 1900-х років у співпраці з іноземними інвесторами він створив кілька нових компаній, як-от Norsk Hydro й Elkem.
З початком Першої світової війни спробував вийти зі своїми вибуховими речовинами на величезний російський ринок і навіть побудувати у Росії кілька своїх заводів з виробництва вибухових речовин. З цією метою у липні 1915 року відвідав Росію, де досяг зустрічі з імператором Миколою II і схвалення ним його проєкту. Заводи збудувати не вдалося — російське артилерійське відомство вже вело їхнє поспішне будівництво, а ось постачання вибухівки з нейтральної Норвегії до Росії через посередника принесли Ейде величезні прибутки.
У 1919 році він став представником Консервативної партії (Хейре) у парламенті як представник Вестфолла. Того ж року він очолював норвезьку торговельну делегацію у Польщі, і невдовзі став норвезьким посланником у Варшаві. Проте його дипломатична кар'єра була короткою. У 1923 році він залишив міністерську посаду назавжди і відтоді жив за кордоном, але влітку зазвичай відвідував Норвегію. Він зіграв певну, але спірну роль у переході Hydro на метод Габера-Боша у 1927 році. Це призвело до того, що того ж року його вигнали з ради директорів Hydro.
Останні два десятиліття життя Ейде за кордоном були нещасливі. Бажаючи дізнатися, яким його бачить суспільство, він вирішив написати свою автобіографію. За рік до смерті Ейде завершив її під назвою «Моє життя та життєві досягнення» (норв. Mitt liv og mitt livsverk).

## Нагороди та членство
У 1905 році Ейде став кавалером I класу, у 1910 році — командором ордена Святого Олафа. Він також був командором ордену Данеброг і шведського ордену Вази, а також мав кілька інших іноземних нагород. У 1911 році він став почесним доктором Технічного коледжу у Дармштадті. Він був почесним членом Норвезької інженерної асоціації, Політехнічної асоціації та Норвезької хімічної компанії. З 1913 до 1915 рік він був головою Королівської норвезької військово-морської асоціації.

## Пам'ять
- Промислове селище Ейдегавн
- Площа Сама Ейде біля міської ратуші Арендаля
- Середня школа ім. Сама Ейде в Арендалі
- Вулиця Сама Ейде в Рьюкані — місті, заснованому при заводах Norsk Hydro
- Шосе Сама Ейде в Осло.